# Heinrich Weissling
Heinrich Weissling (* 4. August 1923 in Keszőhidegkút, Königreich Ungarn; † 13. April 2017 in Waldheim) war ein deutscher Übersetzer aus dem Ungarischen sowie Lexikograf. Später war er auch Autor (ggf. Herausgeber) von Publikationen über seine Wahlheimat Waldheim.

## Leben
Heinrich Weissling wurde 1923 als Sohn eines Landwirts in der ungarischen Gemeinde Keszőhidegkút geboren. Nach dem Besuch des Gymnasiums und der Handelsfachschule arbeitete er ab 1943 als kaufmännischer Angestellter in einem Stahlwerk in Budapest-Csepel und studierte nebenher Volkswirtschaft an der Universität Budapest. Dadurch wurde der Deutsche nicht zur Wehrmacht eingezogen. Von Januar 1945 bis August 1949 war er als Zivilist Kriegsgefangener der Sowjetunion. Er wurde in die „Sowjetisch besetzte Zone Deutschlands“ entlassen, da die Eltern in der Zwischenzeit hierher ausgesiedelt worden waren. Bis 1952 arbeitete er als Betriebsprüfer in der Finanzverwaltung Döbeln. Danach war er freiberuflich als literarischer Übersetzer und Lexikograf tätig. In rascher Folge übersetzte er zahlreiche Sachbücher und Romane, die oft umfangreich waren, wie zum Beispiel 1958 Péter Veres’ Die Liebe der Armen mit 880 Seiten, ins Deutsche. Als Lexikograf erstellte er mehrere ungarisch-deutsche Wörterbücher, die immer wieder neu aufgelegt wurden.
Ende der 1950er-Jahre und Anfang der 1960er-Jahre betreute er ungarische Jugendbrigaden auf verschiedenen Großbaustellen der DDR, wofür er mit der Ehrennadel der Erbauer des Gaskombinats „Schwarze Pumpe“ ausgezeichnet wurde. Außerdem erhielt er einige Übersetzerpreise.
Weissling lebte viele Jahrzehnte in Waldheim. Dort starb er am 13. April 2017.

## Auszeichnungen
- 1958: „Ehrennadel der Erbauer des Kombinates Schwarze Pumpe“
- 1960: Jungaktivist
- Übersetzerpreis des Ministeriums für Bildungswesen der Ungarischen Volksrepublik (dreimal)
- Übersetzerpreis des Ungarischen Büros für Urheberrechte

## Übersetzungen (Auswahl; alphabetisch nach Autoren)
- Tivadar Artner: Begegnung mit antiker Kunst. Eine erste Einführung. 1964.
- Elek Benedek: Der Vogel mit den goldenen Federn. 1978.
- Aurél Bernath: So lebten wir in Pannonien. 1963.
- Lajos Boglár: Wahari. Eine südamerikanische Urwaldkultur. 1982.
- Tibor Cseres: Der Melonenschütz und andere Erzählungen. 1953.
- András Dékány:  Die letzten Abenteuer Robinson Crusoes. 1970.
- András Dékány: SOS Titanic. Roman. 1973.
- András Dékány: Die verschollene Insel. 1976.
- János Erdődy: Wachablösung auf dem Ozean. 1983.
- Klára Fehér: Die Insel der Erdbeben. Phantastischer Roman. 1973.
- Klára Fehér: Der Garten des Indianers. 1975.
- Klára Fehér: Oxygenien. 1977.
- István Fekete: Das fehlende Jahr. 1984.
- István Fekete: Immer im Kreis. 1988.
- Erzsébet Galgóczi: Die St. Christophoruskapelle. Erzählung. 1988.
- Géza Gárdonyi: Die Lampe. 1954.
- Géza Gárdonyi: Ich war den Hunnen untertan (Alternativ-Titel: Wer bist du). 1959.
- Géza Gárdonyi: Der unsichtbare Mensch. 1962.
- Géza Gárdonyi: Wie der Mond sich spiegelt im See. Historischer Roman (Alternativ-Titel: Die Gefangenen Gottes). 1979.
- Géza Hegedüs: Die Gefahr jenseits des Waldes. 1955.
- Géza Hegedüs: Ketzer und Könige. 1963.
- Jenő Heltai: Family-Hotel. Die höchst dramatische Geschichte einer großen Verschwörung. 1959.
- Mór Jókai: Die gelbe Rose. Erzählung. 1953.
- Mór Jókai: Pußtafrühling. 1955.
- Mór Jókai: Ein Goldmensch. 1956.
- Mór Jókai: Die schwarze Maske. 1971.
- György G. Kardos: Das Ende der Geschichte. Roman. 1981.
- János Kodolányi: Dort zwischen den himmelblauen Bergen. 1987.
- László L. Lörincz: Die Ärztin der Nacht. 1982.
- András Lukácsy: Spiele aus aller Welt. 1972.
- Antal Mádl: Ungarische Erzählungen aus drei Jahrzehnten. 1962.
- Kálmán Mikszáth: Die schwarze Stadt. 1953.
- Kálmán Mikszáth: Die Kavaliere. 1954.
- Ferenc Móra: Der Wundermantel. 1957.
- László Passuth: Gastmahl für Imperia. Ein Renaissance-Roman (Alternativ-Titel: Gastmahl für Imperia. Ein Raffael-Roman). 1968.
- László Passuth: In Ravenna wurde Rom begraben. Ein Theoderich-Roman. 1971.
- László Passuth: Divino Claudio. Ein Monteverdi-Roman. 1982.
- József Révay: Der Panther vor den Toren. Kulturgeschichtlicher Roman (Alternativ-Titel: Verrate den Panther nicht. Kulturgeschichtlicher Roman). 1958.
- György Rónay: Fischfang im September. Erzählungen. 1985.
- János Sarkady: Reise in das alte Athen. 1974.
- István Száva: Der Gigant von Syrakus. Ein Archimedes-Roman. 1960.
- István Száva: Der Luchs blickt in die Sonne (Alternativ-Titel: Die Botschaft von den Sternen. Ein Galilei-Roman). 1977.
- Jenő Szentiványi: Der Wettlauf mit dem Mammut. 1970.
- Péter Szentmihályi Szabó: Gellért. Bekehrer der Ungarn. Historischer Roman. 1990.
- Viktor Szombathy: Der Wanderer des Halbmondes. Die wunderbaren Abenteuer des Ewliya Tschelebi. 1971.
- Georg Ürögdi: Reise in das alte Rom. 1966
- (mit Georg Harmat) Péter Veres: Knechtschaft. 1953.
- Péter Veres: Die Liebe der Armen. Roman. 1958.

## Anthologien (Auswahl)
- Nur ein Strauss Kornblumen. Erzählungen aus Ungarn. 1963
- Geh nicht an mir vorbei ... Erzählungen aus Ungarn. 1981.
- Schwarze Sterne. Eine ungarische Anthologie. 1983.

## Wörterbücher und Sprachführer
Wegen diverser Auflagen und Neuausgaben ohne weitere Angaben.
- Sprachführer Deutsch–Ungarisch
- Ungarisch–deutsches Wörterbuch
- Taschenwörterbuch Ungarisch–Deutsch
- Junckers Pocket-Sprachführer Ungarisch. Mit leichtverständlichen Aussprachebezeichnungen
- Bildwörterbuch Deutsch und Ungarisch

## Publikationen über Waldheim
- Waldheim – die Perle des Zschopautales. Druckhaus Hainichen, Waldheim in Sachsen 1991. (Bildband)
- Waldheim. Waldheimer Heimatblätter. (Heftserie ab 1995)